# Aziatisch kampioenschap voetbal onder 16 - 2012
De Aziatisch kampioenschap voetbal onder 16 van 2012 was de 15e editie van het Aziatisch kampioenschap voetbal onder 16 dat werd gehouden van 21 september 2012 tot en met 6 oktober 2012 in Iran. Oezbekistan werd winnaar van het toernooi, in de finale werd Japan, na strafschoppen, verslagen.
Dit toernooi dient tevens als kwalificatietoernooi voor het wereldkampioenschap voetbal onder 17 van 2013, dat van 17 oktober tot en met 8 november in Verenigde Arabische Emiraten wordt gespeeld. De vier beste landen van dit toernooi plaatsen zich, dat zijn Irak, Japan, Oezbekistan en Iran.

## Gekwalificeerde landen
| Team          | Kwalificatie                 | Aantal deelnames |
| ------------- | ---------------------------- | ---------------- |
| Iran          | gastland en tweede groep A   | 8e               |
| Irak          | eerste groep A               | 8e               |
| Jemen         | eerste groep B               | 4e               |
| Koeweit       | tweede groep B               | 4e               |
| Oezbekistan   | winnaar groep C              | 7e               |
| India         | tweede groep C               | 6e               |
| Oman          | winnaar groep D              | 7e               |
| Syrië         | tweede groep D               | 5e               |
| Noord-Korea   | eerste groep E               | 8e               |
| China         | tweede groep E               | 13e              |
| Japan         | winnaar groep F              | 12e              |
| Zuid-Korea    | tweede groep F               | 11e              |
| Thailand      | eerste groep G               | 8e               |
| Australië     | tweede groep G               | 4e               |
| Saoedi-Arabië | beste derde plek (zone west) | 8e               |
| Laos          | beste derde plek (zone oost) | 2e               |

## Stadions
| Teheran                                   | · Teheran | · Teheran |
| Ekbatanstadion Capaciteit: 12.000         | · Teheran | · Teheran |
| Shahid Dastgerdistadion Capaciteit: 8.250 | · Teheran | · Teheran |
|                                           | · Teheran | · Teheran |

## Loting
De loting voor het toernooi vond plaats op 10 mei 2012 in Teheran, Iran.
| Pot 1 (gastland & groepshoofden)       | Pot 2                    | Pot 3                          | Pot 4                          |
| -------------------------------------- | ------------------------ | ------------------------------ | ------------------------------ |
| Iran Noord-Korea Oezbekistan Australië | Japan Syrië Irak Koeweit | China Oman Saoedi-Arabië Jemen | Thailand Laos Zuid-Korea India |

## Groepsfase

### Groep A
| Pos. | Land    | GW | W | G | V | DV | DT | +/− | Ptn. |
| ---- | ------- | -- | - | - | - | -- | -- | --- | ---- |
| 1.   | Iran    | 3  | 3 | 0 | 0 | 9  | 3  | +6  | 9    |
| 2.   | Koeweit | 3  | 1 | 1 | 1 | 6  | 6  | +0  | 4    |
| 3.   | Laos    | 3  | 1 | 0 | 2 | 6  | 8  | −2  | 3    |
| 4.   | Jemen   | 3  | 0 | 1 | 2 | 3  | 7  | −4  | 1    |

|                         |                 |     |                    |                                                                                             |
| 22 september 2012 13:00 | Koeweit         | 1–1 | Jemen              | Shahid Dastgerdistadion, Teheran Toeschouwers: 100 Scheidsrechter: Mohamed Al Zarouni (UAE) |
| 22 september 2012 13:00 | Thekr Allah 19' |     | Al-Dahi 71' (pen.) | Shahid Dastgerdistadion, Teheran Toeschouwers: 100 Scheidsrechter: Mohamed Al Zarouni (UAE) |

|                         |                                      |     |            |                                                                                             |
| 22 september 2012 17:00 | Iran                                 | 3–1 | Laos       | Shahid Dastgerdistadion, Teheran Toeschouwers: 450 Scheidsrechter: Dmitriy Mashentsev (KGZ) |
| 22 september 2012 17:00 | Mazloum 17', 48' Hosseini 19' (pen.) |     | Noyvong 2' | Shahid Dastgerdistadion, Teheran Toeschouwers: 450 Scheidsrechter: Dmitriy Mashentsev (KGZ) |

|                         |                                                  |     |                                                  |                                                                                               |
| 24 september 2012 13:00 | Laos                                             | 3–4 | Koeweit                                          | Shahid Dastgerdistadion, Teheran Toeschouwers: 100 Scheidsrechter: Salah Abbas Alabbasi (BHR) |
| 24 september 2012 13:00 | Phanthavong 24' Kettavong 28' Noyvong 37' (pen.) |     | Marzouq 26', 90+1' Keola 32' (e.d.) Alajmi 90+2' | Shahid Dastgerdistadion, Teheran Toeschouwers: 100 Scheidsrechter: Salah Abbas Alabbasi (BHR) |

|                         |            |     |                                                       |                                                                                       |
| 24 september 2012 17:00 | Jemen      | 1–4 | Iran                                                  | Shahid Dastgerdistadion, Teheran Toeschouwers: 421 Scheidsrechter: Maasaki Toma (JPN) |
| 24 september 2012 17:00 | Al-Dahi 3' |     | Rigi 54' Ezzatollahi 61' Jafari 65' Karamolachaab 81' | Shahid Dastgerdistadion, Teheran Toeschouwers: 421 Scheidsrechter: Maasaki Toma (JPN) |

|                         |                          |     |                 |                                                                                             |
| 26 september 2012 17:00 | Iran                     | 2–1 | Koeweit         | Shahid Dastgerdistadion, Teheran Toeschouwers: 510 Scheidsrechter: Valentin Kovalenko (UZB) |
| 26 september 2012 17:00 | Hosseini 40' Shojaei 62' |     | Thekr Allah 27' | Shahid Dastgerdistadion, Teheran Toeschouwers: 510 Scheidsrechter: Valentin Kovalenko (UZB) |

|                         |             |     |                                |                                                                               |
| 26 september 2012 17:00 | Jemen       | 1–2 | Laos                           | Ekbatanstadion, Teheran Toeschouwers: 50 Scheidsrechter: Chaiya Mahapab (THA) |
| 26 september 2012 17:00 | Al-Dahi 45' |     | Mahdi 12' (e.d.) Kettavong 70' | Ekbatanstadion, Teheran Toeschouwers: 50 Scheidsrechter: Chaiya Mahapab (THA) |

### Groep B
Irak en Australië speelden een strafschoppen reeks om hun eindstand te bepalen Irak won met 3-2.
| Pos. | Land      | GW | W | G | V | DV | DT | +/− | Ptn. |
| ---- | --------- | -- | - | - | - | -- | -- | --- | ---- |
| 1.   | Irak      | 3  | 2 | 1 | 0 | 4  | 1  | +3  | 7    |
| 2.   | Australië | 3  | 2 | 1 | 0 | 4  | 1  | +3  | 7    |
| 3.   | Oman      | 3  | 1 | 0 | 2 | 5  | 6  | −1  | 3    |
| 4.   | Thailand  | 3  | 0 | 0 | 3 | 2  | 7  | −5  | 0    |

|                         |                            |     |          |                                                                                    |
| 22 september 2012 15:00 | Australië                  | 2–0 | Thailand | Ekbatanstadion, Teheran Toeschouwers: 183 Scheidsrechter: Valentin Kovalenko (UZB) |
| 22 september 2012 15:00 | Tombides 14' MacDonald 29' |     |          | Ekbatanstadion, Teheran Toeschouwers: 183 Scheidsrechter: Valentin Kovalenko (UZB) |

|                         |                               |     |                |                                                                                   |
| 22 september 2012 19:00 | Irak                          | 2–1 | Oman           | Ekbatanstadion, Teheran Toeschouwers: 150 Scheidsrechter: Abdulrahman Abdou (QAT) |
| 22 september 2012 19:00 | Abdul-Zahra 5' Al-Mahdawi 35' |     | Al-Rushadi 61' | Ekbatanstadion, Teheran Toeschouwers: 150 Scheidsrechter: Abdulrahman Abdou (QAT) |

|                         |          |                         |      |                                                                                  |
| 24 september 2012 15:00 | Thailand | 0–2                     | Irak | Ekbatanstadion, Teheran Toeschouwers: 350 Scheidsrechter: Naser Al Ghafari (JOR) |
| 24 september 2012 15:00 |          | Karim 63' M. Lateef 65' |      | Ekbatanstadion, Teheran Toeschouwers: 350 Scheidsrechter: Naser Al Ghafari (JOR) |

|                         |                       |     |                               |                                                                                   |
| 24 september 2012 19:00 | Oman                  | 1–2 | Australië                     | Ekbatanstadion, Teheran Toeschouwers: 100 Scheidsrechter: Yousef Al-Marzouq (KUW) |
| 24 september 2012 19:00 | Al-Rushadi 52' (pen.) |     | MacDonald 16' Baldacchino 87' | Ekbatanstadion, Teheran Toeschouwers: 100 Scheidsrechter: Yousef Al-Marzouq (KUW) |

|                         |               |     |      |                                                                                         |
| 26 september 2012 13:00 | Australië     | 0–0 | Irak | Shahid Dastgerdistadion, Teheran Toeschouwers: 150 Scheidsrechter: Kim Jong-Hyeok (KOR) |
| 26 september 2012 13:00 |               |     |      | Shahid Dastgerdistadion, Teheran Toeschouwers: 150 Scheidsrechter: Kim Jong-Hyeok (KOR) |
| 26 september 2012 13:00 | Strafschoppen |     |      | Shahid Dastgerdistadion, Teheran Toeschouwers: 150 Scheidsrechter: Kim Jong-Hyeok (KOR) |
| 26 september 2012 13:00 | 2–3           |     |      | Shahid Dastgerdistadion, Teheran Toeschouwers: 150 Scheidsrechter: Kim Jong-Hyeok (KOR) |

|                         |                                         |     |                         |                                                                                     |
| 26 september 2012 13:00 | Oman                                    | 3–2 | Thailand                | Ekbatanstadion, Teheran Toeschouwers: 55 Scheidsrechter: Salah Abbas Alabbasi (BHR) |
| 26 september 2012 13:00 | Al-Alawi 40' Mubarak 55' Al-Rushadi 72' |     | Puangbut 8' Thongma 17' | Ekbatanstadion, Teheran Toeschouwers: 55 Scheidsrechter: Salah Abbas Alabbasi (BHR) |

### Groep C
| Pos. | Land          | GW | W | G | V | DV | DT | +/− | Ptn. |
| ---- | ------------- | -- | - | - | - | -- | -- | --- | ---- |
| 1.   | Zuid-Korea    | 3  | 3 | 0 | 0 | 7  | 1  | +6  | 9    |
| 2.   | Japan         | 3  | 2 | 0 | 1 | 6  | 3  | +3  | 6    |
| 3.   | Noord-Korea   | 3  | 1 | 0 | 2 | 2  | 7  | −5  | 3    |
| 4.   | Saoedi-Arabië | 3  | 0 | 0 | 3 | 1  | 5  | −4  | 0    |

|                         |             |                              |            |                                                                                             |
| 23 september 2012 13:00 | Noord-Korea | 0–3                          | Zuid-Korea | Shahid Dastgerdistadion, Teheran Toeschouwers: 331 Scheidsrechter: Yadollah Jahanbazi (IRN) |
| 23 september 2012 13:00 |             | Hwang Hee-Chan 18', 58', 67' |            | Shahid Dastgerdistadion, Teheran Toeschouwers: 331 Scheidsrechter: Yadollah Jahanbazi (IRN) |

|                         |                         |     |               |                                                                                           |
| 23 september 2012 17:00 | Japan                   | 2–0 | Saoedi-Arabië | Shahid Dastgerdistadion, Teheran Toeschouwers: 200 Scheidsrechter: Strebre Delovski (AUS) |
| 23 september 2012 17:00 | Sasaki 44' Sugimoto 56' |     |               | Shahid Dastgerdistadion, Teheran Toeschouwers: 200 Scheidsrechter: Strebre Delovski (AUS) |

|                         |                                                     |     |           |                                                                                             |
| 25 september 2012 13:00 | Zuid-Korea                                          | 3–1 | Japan     | Shahid Dastgerdistadion, Teheran Toeschouwers: 350 Scheidsrechter: Mohamed Al Zarouni (UAE) |
| 25 september 2012 13:00 | Hwang Hee-Chan 13' Choi Ju-Yong 42' Ko Min-hyuk 89' |     | Ogawa 23' | Shahid Dastgerdistadion, Teheran Toeschouwers: 350 Scheidsrechter: Mohamed Al Zarouni (UAE) |

|                         |                |     |                                |                                                                                             |
| 25 september 2012 17:00 | Saoedi-Arabië  | 1–2 | Noord-Korea                    | Shahid Dastgerdistadion, Teheran Toeschouwers: 237 Scheidsrechter: Dmitriy Mashentsev (KGZ) |
| 25 september 2012 17:00 | Al-Qahtani 54' |     | Ri Ryong 48' Ri Kwang-Song 82' | Shahid Dastgerdistadion, Teheran Toeschouwers: 237 Scheidsrechter: Dmitriy Mashentsev (KGZ) |

|                         |             |                                     |       |                                                                                            |
| 27 september 2012 17:00 | Noord-Korea | 0–3                                 | Japan | Shahid Dastgerdistadion, Teheran Toeschouwers: 150 Scheidsrechter: Abdulrahman Abdou (QAT) |
| 27 september 2012 17:00 |             | Nakamura 14' Sugimoto 49' Ogawa 82' |       | Shahid Dastgerdistadion, Teheran Toeschouwers: 150 Scheidsrechter: Abdulrahman Abdou (QAT) |

|                         |               |                 |            |                                                                                  |
| 27 september 2012 17:00 | Saoedi-Arabië | 0–1             | Zuid-Korea | Ekbatanstadion, Teheran Toeschouwers: 62 Scheidsrechter: Yousef Al-Marzouq (KUW) |
| 27 september 2012 17:00 |               | Jeong Hun-U 62' |            | Ekbatanstadion, Teheran Toeschouwers: 62 Scheidsrechter: Yousef Al-Marzouq (KUW) |

### Groep D
| Pos. | Land        | GW | W | G | V | DV | DT | +/− | Ptn. |
| ---- | ----------- | -- | - | - | - | -- | -- | --- | ---- |
| 1.   | Syrië       | 3  | 1 | 2 | 0 | 2  | 1  | +1  | 5    |
| 2.   | Oezbekistan | 3  | 1 | 1 | 1 | 4  | 4  | 0   | 4    |
| 3.   | China       | 3  | 0 | 3 | 0 | 4  | 4  | 0   | 3    |
| 4.   | India       | 3  | 0 | 2 | 1 | 4  | 5  | −1  | 2    |

|                         |                                                |     |              |                                                                                |
| 23 september 2012 15:00 | Oezbekistan                                    | 3–2 | India        | Ekbatanstadion, Teheran Toeschouwers: 100 Scheidsrechter: Chaiya Mahapab (THA) |
| 23 september 2012 15:00 | Odilov 8' Abdullaev 53' (pen.) Abdiganiyev 79' |     | Rai 47', 71' | Ekbatanstadion, Teheran Toeschouwers: 100 Scheidsrechter: Chaiya Mahapab (THA) |

|                         |                 |     |                  |                                                                                |
| 23 september 2012 19:00 | Syrië           | 1–1 | China            | Ekbatanstadion, Teheran Toeschouwers: 100 Scheidsrechter: Kim Jong-Hyeok (KOR) |
| 23 september 2012 19:00 | Kurdaghli 90+4' |     | Zhang Yuning 48' | Ekbatanstadion, Teheran Toeschouwers: 100 Scheidsrechter: Kim Jong-Hyeok (KOR) |

|                         |       |     |       |                                                                                  |
| 25 september 2012 15:00 | India | 0–0 | Syrië | Ekbatanstadion, Teheran Toeschouwers: 150 Scheidsrechter: Strebre Delovski (AUS) |
| 25 september 2012 15:00 |       |     |       | Ekbatanstadion, Teheran Toeschouwers: 150 Scheidsrechter: Strebre Delovski (AUS) |

|                         |                 |     |               |                                                                                    |
| 25 september 2012 19:00 | China           | 1–1 | Oezbekistan   | Ekbatanstadion, Teheran Toeschouwers: 100 Scheidsrechter: Yadollah Jahanbazi (IRN) |
| 25 september 2012 19:00 | Hu Jinghang 43' |     | Boltaboev 16' | Ekbatanstadion, Teheran Toeschouwers: 100 Scheidsrechter: Yadollah Jahanbazi (IRN) |

|                         |             |             |       |                                                                                      |
| 27 september 2012 13:00 | Oezbekistan | 0–1         | Syrië | Shahid Dastgerdistadion, Teheran Toeschouwers: 20 Scheidsrechter: Maasaki Toma (JPN) |
| 27 september 2012 13:00 |             | Alhusni 33' |       | Shahid Dastgerdistadion, Teheran Toeschouwers: 20 Scheidsrechter: Maasaki Toma (JPN) |

|                         |                                   |     |                                     |                                                                                  |
| 27 september 2012 13:00 | China                             | 2–2 | India                               | Ekbatanstadion, Teheran Toeschouwers: 100 Scheidsrechter: Naser Al Ghafari (JOR) |
| 27 september 2012 13:00 | Wang Jinxian 21' Zhang Yuning 33' |     | Lalhlimpuia 19' Mendes 90+4' (pen.) | Ekbatanstadion, Teheran Toeschouwers: 100 Scheidsrechter: Naser Al Ghafari (JOR) |

## Knock-outfase
|  | kwartfinale            | kwartfinale         |                     |       | halve finale | halve finale |  |  | finale | finale |
|  |                        |                     |                     |       |              |              |  |  |        |        |
|  |                        |                     |                     |       |              |              |  |  |        |        |
|  | 30 september – Teheran |                     |                     |       |              |              |  |  |        |        |
|  |                        |                     |                     |       |              |              |  |  |        |        |
|  | Iran                   | 5                   |                     |       |              |              |  |  |        |        |
|  | Iran                   | 5                   | 3 oktober – Teheran |       |              |              |  |  |        |        |
|  | Australië              | 0                   |                     |       |              |              |  |  |        |        |
|  | Australië              | 0                   | Iran                | 2     |              |              |  |  |        |        |
|  | 30 september – Teheran |                     | Iran                | 2     |              |              |  |  |        |        |
|  |                        | Oezbekistan         | 3                   |       |              |              |  |  |        |        |
|  | Zuid-Korea             | Oezbekistan         | 3                   | 1 (3) |              |              |  |  |        |        |
|  | Zuid-Korea             |                     | 6 oktober – Teheran | 1 (3) |              |              |  |  |        |        |
|  | Oezbekistan            | 1 (5)               |                     |       |              |              |  |  |        |        |
|  | Oezbekistan            | 1 (5)               | Oezbekistan         | 1 (3) |              |              |  |  |        |        |
|  | 30 september – Teheran |                     | Oezbekistan         | 1 (3) |              |              |  |  |        |        |
|  |                        | Japan               | 1 (1)               |       |              |              |  |  |        |        |
|  | Irak                   | Japan               | 1 (1)               | 3     |              |              |  |  |        |        |
|  | Irak                   | 3 oktober – Teheran |                     | 3     |              |              |  |  |        |        |
|  | Koeweit                | 1                   |                     |       |              |              |  |  |        |        |
|  | Koeweit                | 1                   | Irak                | 1     |              |              |  |  |        |        |
|  | 30 september – Teheran |                     | Irak                | 1     |              |              |  |  |        |        |
|  |                        | Japan               | 5                   |       |              |              |  |  |        |        |
|  | Syrië                  | Japan               | 5                   | 1     |              |              |  |  |        |        |
|  | Syrië                  |                     |                     | 1     |              |              |  |  |        |        |
|  | Japan                  | 2                   |                     |       |              |              |  |  |        |        |
|  | Japan                  | 2                   |                     |       |              |              |  |  |        |        |

#### Kwartfinale
|                         |                                      |       |              |                                                                                             |
| 30 september 2012 13:00 | Irak                                 | 3 – 1 | Koeweit      | Shahid Dastgerdistadion, Teheran Toeschouwers: 500 Scheidsrechter: Valentin Kovalenko (UZB) |
| 30 september 2012 13:00 | Kadhim 59' Salman 74' Al-Mahdawi 80' |       | Alasfour 68' | Shahid Dastgerdistadion, Teheran Toeschouwers: 500 Scheidsrechter: Valentin Kovalenko (UZB) |

|                         |                                                |       |                                            |                                                                                    |
| 30 september 2012 15:00 | Zuid-Korea                                     | 1 – 1 | Oezbekistan                                | Ekbatanstadion, Teheran Toeschouwers: 200 Scheidsrechter: Mohamed Al Zarouni (UAE) |
| 30 september 2012 15:00 | Hwang Hee-Chan 90+4'                           |       | Turaev 64'                                 | Ekbatanstadion, Teheran Toeschouwers: 200 Scheidsrechter: Mohamed Al Zarouni (UAE) |
| 30 september 2012 15:00 | Strafschoppen                                  |       |                                            | Ekbatanstadion, Teheran Toeschouwers: 200 Scheidsrechter: Mohamed Al Zarouni (UAE) |
| 30 september 2012 15:00 | Yoo Won-Jong Hwang Hee-Chan Lee Gun Lim Eun-Su | 3 – 5 | Komilov Abdullaev Shukurov Mirzaev Abbasov | Ekbatanstadion, Teheran Toeschouwers: 200 Scheidsrechter: Mohamed Al Zarouni (UAE) |

|                         |                                                            |       |              |                                                                                         |
| 30 september 2012 17:00 | Iran                                                       | 5 – 1 | Australië    | Shahid Dastgerdistadion, Teheran Toeschouwers: 3.850 Scheidsrechter: Maasaki Toma (JPN) |
| 30 september 2012 17:00 | Ezzatollahi 31' (pen.) Chaab 35', 90+3' Bazaj 61' Rigi 81' |       | Antoniou 88' | Shahid Dastgerdistadion, Teheran Toeschouwers: 3.850 Scheidsrechter: Maasaki Toma (JPN) |

|                         |                |       |                           |                                                                                  |
| 30 september 2012 19:00 | Syrië          | 1 – 2 | Japan                     | Ekbatanstadion, Teheran Toeschouwers: 197 Scheidsrechter: Strebre Delovski (AUS) |
| 30 september 2012 19:00 | Kourdoghli 87' |       | Sugimori 80' Sugimoto 82' | Ekbatanstadion, Teheran Toeschouwers: 197 Scheidsrechter: Strebre Delovski (AUS) |

#### Halve finales
|                      |                         |       |                                          |                                                                                              |
| 3 oktober 2012 17:00 | Iran                    | 2 – 3 | Oezbekistan                              | Shahid Dastgerdistadion, Teheran Toeschouwers: 3.050 Scheidsrechter: Yousef Al-Marzouq (KUW) |
| 3 oktober 2012 17:00 | Hosseini 4' Mazloum 88' |       | Khamdamov 13' Abdullaev 35' Shukurov 42' | Shahid Dastgerdistadion, Teheran Toeschouwers: 3.050 Scheidsrechter: Yousef Al-Marzouq (KUW) |

|                      |          |       |                                                     |                                                                                    |
| 3 oktober 2012 19:00 | Irak     | 1 – 5 | Japan                                               | Ekbatanstadion, Teheran Toeschouwers: 537 Scheidsrechter: Mohamed Al Zarouni (UAE) |
| 3 oktober 2012 19:00 | Sami 59' |       | Onishi 9' Kitagawa 18', 88' Watanabe 67' Sasaki 68' | Ekbatanstadion, Teheran Toeschouwers: 537 Scheidsrechter: Mohamed Al Zarouni (UAE) |

#### Finale
|                      |                          |       |                                    |                                                                                            |
| 6 oktober 2012 19:00 | Oezbekistan              | 1 – 1 | Japan                              | Shahid Dastgerdistadion, Teheran Toeschouwers: 213 Scheidsrechter: Abdulrahman Abdou (QAT) |
| 6 oktober 2012 19:00 | Turaev 52'               |       | Mizutani 6'                        | Shahid Dastgerdistadion, Teheran Toeschouwers: 213 Scheidsrechter: Abdulrahman Abdou (QAT) |
| 6 oktober 2012 19:00 | Strafschoppen            |       |                                    | Shahid Dastgerdistadion, Teheran Toeschouwers: 213 Scheidsrechter: Abdulrahman Abdou (QAT) |
| 6 oktober 2012 19:00 | Komilov Shukurov Mirzaev | 3 – 1 | Miyoshi Sugimoto Sugimori Kitagawa | Shahid Dastgerdistadion, Teheran Toeschouwers: 213 Scheidsrechter: Abdulrahman Abdou (QAT) |